# Галиев, Минневали Хафизович
Минневали (Николай) Хафизович Галиев (7 мая 1930, Чистопольский район, Татарская АССР, РСФСР — 28 декабря 2016, Ярославль, Российская Федерация.) — советский лыжник, чемпион (1959) и двукратный призёр чемпионатов СССР по лыжным гонкам, участник зимней Олимпиады 1956 года в Кортина-д’Ампеццо, позднее — детский тренер. Мастер спорта международного класса, почётный мастер спорта СССР. Мастер спорта СССР (1955).

## Биография
Воспитанник ярославского тренера заслуженного тренера РСФСР Александра Фёдоровича Филиппова. В начале своей карьеры участвовал в региональных соревнованиях. В 1951 году был призван в армию, где продолжил заниматься лыжным спортом, пробился в состав сборной РСФСР. Занял пятое место на первенстве Вооружённых сил.
Впервые принял участие в чемпионате СССР в 1954 году, заняв 49-е место в гонке на 30 км. В предолимпийском сезоне удачно выступил на контрольных соревнованиях в рамках Кубка СССР в Ленинграде — в гонке на 15 км одержал победу, а в гонке на 30 км занял второе место, уступив Владимиру Кузину.
На зимних Олимпийских играх 1956 года в Кортина-д’Ампеццо принял участие в одной дисциплине — гонке на 15 км 30 января 1956 года, в которой занял 18-е место среди 61 участников и был последним среди четырёх участников из Советского Союза.
На чемпионате СССР 1957 года завоевал бронзовую медаль в эстафете в составе сборной РСФСР. На следующем чемпионате Союза завоевал бронзу в гонке на 30 км, представляя общество «Труд» и город Ярославль. В 1959 году стал чемпионом СССР в гонке на 15 км. Также в 1959 году стал победителем первенства ВЦСПС.
Участвовал в других международных соревнованиях, в том числе в 1957 году на соревнованиях в Финляндии выиграл гонку на 15 км и занял второе место на дистанции 30 км. В 1958 году вошёл в десятку сильнейших на чемпионате мира в Лахти на дистанции 30 км. В 1961 году одержал победу на соревнованиях в Чехословакии.
По окончании спортивной карьеры перешёл на тренерскую работу. Окончил Высшую школу тренеров (Ленинград, 1959). Возглавлял детский спортивный клуб «Олимп» (Ярославль). В 1990-е годы работал тренером-преподавателем в СДЮСШОР № 3 города Ярославля, в которой в 1992 году открылось отделение лыжного спорта. Среди воспитанников Галиева — участник чемпионата СССР Владимир Любаткин, члены сборной РСФСР (России) Ренат Сафаров и Роман Сторожев, член сборной Центрального Совета ДСО «Труд» Алексей Ванин.
Жил в Заволжском районе Ярославля.